# Iseult Duff
Iseult F. Grant Duff (1887 – 1957) è stata una psicoanalista britannica.

## Formazione
Svolse un'analisi didattica prima con Edward Glover e in seguito con il dottor Hanns Sachs a Berlino, per completare infine la sua formazione psicoanalitica con il dottor Ernest Jones a Londra.

Precedentemente aveva anche lavorato alla Brunswick Square Clinic. 

Questa così innovativa clinica era stata fondata da Jessie Murray e Julia Turner. Aperta tra il 1913 e il 1922 è stata la prima in Gran Bretagna ad aver adottato nuove tecniche psicoterapeutiche ispirate alla nascente psicoanalisi.

## Membro della Società Psicoanalitica Britannica
Viene ammessa alla Società Psicoanalitica Britannica una prima volta nel 1923 e accettata come membro effettivo a partire dal 1933.

La Società Psicoanalitica Britannica allora oltre al suo fondatore Ernest Jones, futuro successore di Freud alla guida del movimento psicoanalitico internazionale, contava tra i suoi membri James Glover, Sylvia Payne, Ella Freeman Sharpe, Mary Chadwick, Nina Searl, Susan Isaacs e Marjorie Brierley.

## Il caso clinico Teresa di Lisieux
A partire dal 1925, nel momento della massima gloria di una mistica nata in Francia e morta ad appena 24 anni, coadiuvata dal suo maestro Ernest Jones, inizia a occuparsi di Teresa di Lisieux cercando una nuova chiave d'interpretazione di tipo psicoanalitico che illuminasse alla luce di questa nascente scienza il suo percorso di vita e mettendo così alla prova la stessa psicoanalisi in un caso clinico così particolare.

Scrisse su questo eccezionale caso clinico sulla rivista diretta dallo stesso Freud "Imago" nel 1930.

## Altri studi di casi clinici
Anni dopo, a partire dal 1937, passò ad occuparsi di Jonathan Swift, un pastore anglicano del settecento più noto come scrittore inglese, con "A one Sided sketch of Jonathan Swift".